# Antiplanes briseis
Antiplanes briseis är en snäckart som beskrevs av Dall 1919. Antiplanes briseis ingår i släktet Antiplanes och familjen Turridae. Inga underarter finns listade i Catalogue of Life.